# (39549) Casals
(39549) Casals és un asteroide descobert el 27 de febrer de 1992 per l'alemany Freimut Börngen a l'Observatori de Tautenburg, a Turíngia, a Alemanya. La designació provisional que va rebre era 1992 DP13. Va rebre el seu nom en honor del violoncel·lista, director i compositor català, Pau Casals i Defilló (1876-1973), fill del Vendrell, pels seus mèrits artístics i el seu compromís amb la pau.

## Característiques orbitals
Casals està situat a una distància mitjana del Sol de 2,7843 ua, i pot allunyar-se'n fins a 3,1324 ua i acostar-s'hi fins a 2,4362 ua. La seva excentricitat és de 0,125 i la inclinació orbital, 9,7045 graus. Triga 1.696,99 dies a completar una òrbita al voltant del Sol.

## Característiques físiques
La magnitud absoluta de Casals és de 14,8, té un diàmetre de 6,669 km i la seva albedo es calcula en 0,055.